# Fabio Ricci
Fabio Ricci (ur. 11 lipca 1994 w Faenzy) – włoski siatkarz, grający na pozycji środkowego, reprezentant Włoch.

## Sukcesy klubowe
Superpuchar Włoch:
- 2017, 2019, 2020

Puchar Włoch:
- 2018, 2019, 2022[4]

Mistrzostwo Włoch:
- 2018
- 2019, 2021, 2022[5]

Liga Mistrzów:
- 2018

## Sukcesy reprezentacyjne
Mistrzostwa Europy Juniorów:
- 2012[6]

Mistrzostwa Świata Juniorów:
- 2013

Mistrzostwa Świata U-23:
- 2015[7]

Puchar Wielkich Mistrzów:
- 2017

Letnia Uniwersjada:
- 2019

Mistrzostwa Europy:
- 2021